# 소련 해군
소비에트 연방 해군(러시아어:Военно-морской флот СССР, 영어 Soviet Navy )은 구 소련의 해군이다. 당시 조선민주주의인민공화국과 중화인민공화국의 해군에 큰 영향을 끼쳤으며, 현재 조선인민군 해군도 다수의 소련제 함정을 사용중이다.

## 역사
러시아 혁명 후, 구 러시아 제국 해군의 함선들은 우크라이나 인민 공화국·우크라이나국에 접수된 흑해 함대의 함선들도 있었지만, 최종적으로는 소련 해군으로 재집결되었다.
대륙국인 소련은, 지리적 조건 상 필연적으로 육군 전력에 중점을 두었기 때문에, 해군은 자국 영토 근해의 방위로 철저한 연안 해군으로서 정비되었다. 그 때문에, 소련은 연안 경비용으로서 잠수함의 건조에 힘을 쏟아 제2차 세계 대전 시에는 세계 최대의 잠수함대를 보유하기에 이르렀다. 그러나 그때까지만 해도 소련 해군의 대양 작전 능력은 전무하다시피 했다. 주요 교전국인 나치 독일도 해군력이 부족한 육군 중심의 군대였기 때문에, 대전 중에 소련 해군이 대규모 해전을 경험하지는 않았다. 그 시점까지 소련의 해군은 어디까지나 붉은 군대의 한 부분에 지나지 않았지만, 1946년에는 붉은 군대가 소련군으로 개칭한 데 따라 소비에트 연방 해군으로서 독립했다.
제2차 세계 대전 후에도 잠수함대의 증강은 소련에게 중시되었는데, 특히 탄도 미사일 탑재 잠수함인 골프급 잠수함이나 호텔급 잠수함 등의 건조는 서방보다 이른 것이었다.
한편, 스탈린은 대규모 수상 함대의 건설에 나섰다. 그러나 스탈린의 사후에 수상 함대의 건조 계획은 중지되어 소련 해군의 수상 함대 건설 계획은 백지화되었다.
그러나 1962년에 쿠바 미사일 위기가 발생하면서 상황은 돌변했다. 소련 해군과 비교할 수 없을 정도로 미국의 압도적인 해군 전력에 의해 소련은 불리한 상황에 몰려 결국 쿠바의 IRBM 기지를 철거하지 않을 수 없는 상황이 되어 결국 흐루쇼프 서기장의 실각을 부르는 결과가 되었다. 이것에 의해 소련은 해군 전력, 특히 수상 함정 전력의 중요성을 통감했다.
게다가 소련을 위협하는 새로운 존재가 출현했다. 1960년대에 미사일 갭(Missile gap; 당시 미·소간의 핵미사일 보유 수에서 소련이 우세함을 지칭하는 말) 논쟁의 대책으로서 미국 해군은 조지 워싱턴급 SSBN 등의 전략 핵미사일 탑재 잠수함을 취역시켰다. 이것에 의해 소련은 수중으로부터의 핵공격의 위험에 노출되었기 때문에, 소련은 대잠 전투 능력 증강의 필요성을 심각하게 느꼈다. 그리고 소련 해군은 카라급 대잠 순양함, 대잠 헬리콥터 14기를 탑재한 모스크바급 대잠 순양함, 크리박 I·II급 대잠 프리깃 등을 취역시켰다.
1970년경부터 소련 해군은 범세계적 전략 수행의 필요를 느껴 본격적으로 대양 해군을 건설하기 시작했다. 다만 이것은 전시에 대양에서 미국 해군과 적극적으로 교전하는 것을 의미하는 것이 아니고, 어디까지나 평시에 자국의 전략적 목표를 위한 대양 해군이라는 의미가 강했다. 소련 해군의 전시의 기본 방침은, 어디까지나 자군의 전략 핵미사일 원자력 잠수함(델타급 등)을 자유롭게 활동시키기 위해 자국 근해를 방어하는 일이었다. 이때 소련 해군에 가장 큰 위협이 되는 것은 미국 해군의 항공모함 기동부대였다. 소련 해군은 이 강력한 해상 항공 전력을 타파하지 않는 이상 자국 근해의 안전을 확보하는 일은 불가능하다고 판단했다.
그 판단에서 소련이 생각한 전술이 대함 미사일 포화 공격이었다. 이것은 대형 폭격기, 수상함, 잠수함 등 복수의 병기로부터 적의 항공모함을 목표로 해 일제히 대함 미사일을 발사, 적의 항공모함 부대의 방공 능력의 한계를 능가하는 수의 미사일을 발사하는 전술로, 미국 해군의 항공모함을 격침시키려는 전술이었다. 그 계획으로 장거리 대함 미사일 P-500 바잘트, P-700 그라니트 등 대함 미사일을 다수 탑재한 소브레메니급 미사일 구축함, 슬라바급 미사일 순양함, 키로프급 미사일 순양함 등 강력한 대함 타격력을 가진 함정들을 취역시켰다.
한편, 소련 해군은 미국 해군에 대항해 항공모함의 보유에도 착수해, 키에프급 항공모함, 쿠즈네초프 항공모함 등을 취역시켰고, 한층 더 원자력 항공모함 울리야노프스크급의 건조에도 착수했다. 그러나 소련 붕괴에 수반해 소련 해군력의 증강은 중지되었다.

## 군사력

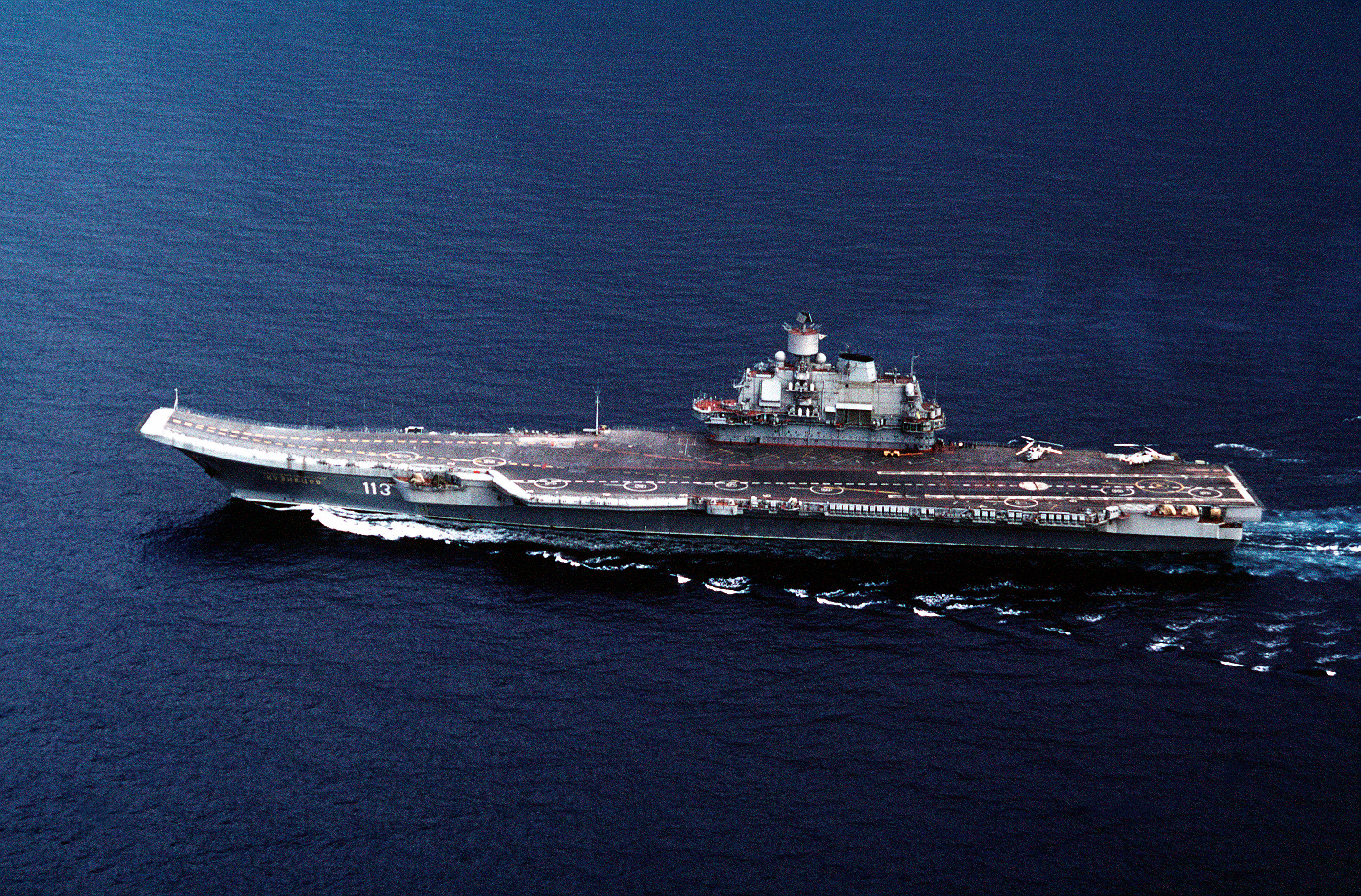
러시아 해군의 유일한 항공모함인 쿠즈네초프함

소련해군은 붕괴직전에 미국에 대항할만한 항공모함과 여러척의 함선, 미국의 항모의 약한 방공능력을 약점잡아 P-500바잘트, P-700그라니트등 자국산 대함 미사일을 탑재한 소브레메니급 구축함, 슬라바급 미사일 순양함, 키로프급 원자력 미사일 순양함 등 강력한 함선을 취역시키고, 한층 더 원자력 항공모함 울리야노프스크급의 건조에도 착수했으며 미 해군을 위협했다. 그러나, 1991년 소련이 붕괴되고, 전력증강은 정지 되었으며, 현재, 러시아 해군이 대부분의 전력을 흡수하였지만, 경제난으로 중국 및 대한민국에 매각하였다. 그리고 일부 함정은 조선인민군 해군과 중국 인민해방군 해군측에서 재취역하여 사용하고 있다. 현재 중국이 계획, 건조중인 베이징급 항공모함도 구 소련 해군이 60%정도 완성시킨 바리야그 항공모함의 선체를 이용, 개조하여 랴오닝호항공모함이 되었다.